# Кройцберг, Карл
Карл Кройцберг (нем. Karl Kreutzberg; 15 февраля 1912 — 13 августа 1977) — немецкий гандболист. Чемпион Олимпийских игр 1936 года в Берлине.
В 1936 году Кройцберг вошёл в состав сборной Германии для участия в олимпийских играх в Берлине, на которых впервые был представлен гандбол. На соревнованиях он сыграл два матча на позиции вратаря, а его сборная стала олимпийским чемпионом, одержав победы в каждом из матчей.
По основной профессии был мясником.